# James Shaw (Volleyballspieler)
James Walker Shaw (* 5. März 1994) ist ein US-amerikanischer Volleyball- und Beachvolleyballspieler.

## Karriere Halle
Shaw ist der Sohn eines Volleyballtrainers. Er begann seine Karriere St. Francis High School in Mountain View. Von 2013 bis 2016 studierte er an der Stanford University und spielte in der Universitätsmannschaft. Mit dem Team wurde er 2014 NCAA-Meister. In dieser Zeit sammelte er außerdem in der Nachwuchsmannschaft der Vereinigten Staaten schon internationale Erfahrungen. Er nahm 2011 an der U19-Weltmeisterschaft in Argentinien und dem Pan American Cup derselben Altersklasse in Mexicali teil. Im nächsten Jahr kam er in die Junioren-Nationalmannschaft, mit der er 2012 die WM in der Türkei spielte. Im gleichen Jahr gewannen die US-Junioren mit Shaw die U21-Meisterschaft der NORCECA. 2014 kam der Zuspieler in die A-Nationalmannschaft und nahm an der Volleyball-Weltliga 2014 teil.
Nach seinem Universitätsabschluss hatte er seinen ersten Profivertrag in der Saison 2016/17 beim italienischen Verein Pallavolo Padua. In der folgenden Saison spielte er beim Ligakonkurrenten Sir Safety Perugia. Mit dem Verein gewann er in der Saison 2017/18 das nationale Double aus Pokal und Meisterschaft. Anschließend wechselte der Zuspieler zum polnischen Erstligisten Zaksa Kędzierzyn-Koźle. Mit Zaksa schaffte er ebenfalls den Double-Gewinn. Beim World Cup erreichte er mit den USA den dritten Rang. In der Saison 2019/20 war Shaw in der französischen Liga bei Narbonne Volley aktiv. 2020 kehrte er zurück in die italienische Liga und spielte für Gas Sales Bluenergy Piacenza. Dort endete sein Vertrag jedoch bereits Ende November. Im Sommer 2021 war Shaw vorübergehend im Beachvolleyball aktiv. 2022 war er zurück in der Halle und spielte mit der Nationalmannschaft in der Nations League. Zur Saison 2022/23 wechselte Shaw zum deutschen Bundesligisten WWK Volleys Herrsching, den er nach einer Saison wieder verließ.

## Karriere Beach
Nachdem Shaw bereits im Sommer 2021 im Beachvolleyball aktiv gewesen war, wechselte er 2023 endgültig in den Sand. Zunächst war Jordan Hoppe sein Partner, mit dem er seit 2024 das Futures-Turnier im neuseeländischen Mount Maunganui gewann. Seit Sommer 2024 spielt Shaw an der Seite von Chaim Schalk. Nach zunächst durchwachsenen Resultaten gelang Schalk/Shaw auf der World Pro Tour 2025 beim ersten Elite16-Turnier im mexikanischen Quintana Roo der dritte Platz.

## Privates
Shaw ist seit 2023 mit der US-amerikanischen Beachvolleyballspielerin Molly Shaw verheiratet.